# 紫峰大厦
紫峰大厦（英語：Zifeng Tower；也叫绿地中心·紫峰大厦（Greenland Center Zifeng Tower）或绿地广场·紫峰大厦（Greenland Square-Zifeng Tower）；曾用官方名称南京绿地金融中心（Nanjing Greenland Financial Center））是一座位于中国江苏省省会南京市鼓楼区鼓楼广场的摩天大楼。该大厦开发商为上海綠地集團及南京國資集團，由美国芝加哥SOM建筑设计事务所的前任设计合伙人阿德里安·史密斯设计，于2008年9月26日封顶、2010年初正式完工，建築高度为450米、共有楼层89层，完工時是中國第二高樓（僅次於上海環球金融中心），目前則是中國大陆第十一高、世界第二十三高的摩天大楼，與蘇州國際金融中心並列江苏省最高的摩天大楼。

## 建筑格局
大厦建筑结构，主楼内部由钢筋混凝土的“巨型核心筒”剪力墙系统构建，外围为成型宽翼缘钢、钢筋混凝土构成的复合柱，此二结构之间为钢结构伸臂桁架及带状桁架。

## 功能划分
| 樓層  | 用途                                                       |
| ----- | ---------------------------------------------------------- |
| 87-89 | 燈塔                                                       |
| 85-86 | 機械層                                                     |
| 83    | 水箱層                                                     |
| 82    | 綠地廣場MOUNT CLUB俱樂部                                   |
| 80-81 | 行政套房                                                   |
| 78-79 | 特色西餐廳                                                 |
| 76-77 | 中餐廳                                                     |
| 73-75 | 機械層                                                     |
| 72    | 觀光廳                                                     |
| 49-71 | 洲際酒店客房                                               |
| 48    | 酒店後勤                                                   |
| 47    | 咖啡吧                                                     |
| 45-46 | 酒店空中大堂/餐廳                                          |
| 42-43 | 機械層                                                     |
| 15-41 | 辦公室                                                     |
| 11-12 | 機械層、避難層                                             |
| 10    | 辦公室                                                     |
| 8-9   | 健身中心、游泳館、室外花園、SPA                            |
| 7     | 會議廳、宴會廳                                             |
| 6     | 綠地廣場購物中心、宴會廳                                   |
| 2-5   | 綠地廣場購物中心                                           |
| 1     | 頂級商務大堂、酒店大堂、宴會廳、綠地廣場購物中心、商業中庭 |
| B1M   | 綠地廣場購物中心、酒店後勤、機械層、卸貨區、觀光大堂       |
| B4-B1 | 停車場、酒店後勤                                           |

## 電梯配置
紫峰大廈電梯配置列表，辦公樓電梯和酒店客房电梯採用迅達獨家專利的Miconic 10智能分配系統。
- OP1 ~ OP7（7部来往15/F-28/F之办公电梯，由迅达制造）：1、10、15-28
- OP8 ~ OP14（7部来往29/F-41/F之办公电梯，由迅达制造）：1、29-41
- OPK1 ~ OPK3（3部停车场专用电梯，由通力制造）：B4-B1、B1M、G
- FS1（1部办公专用之服务电梯，由迅达制造）：B3-B1、B1M、1-8、10-42
- HP1 ~ HP5（5部来往酒店客房之电梯，由迅达制造）：45-71、76-78（HP1、HP2可停80/F至82/F）
- HPE1 ~ HPE3（3部来往酒店大堂之穿梭电梯，由迅达制造）：1、7-8、45
- HPK1 ~ HPK2（2部来往停车场专用电梯，由通力制造）：B4-B1、B1M、G（HPK2可停6/F）
- HS1（1部酒店专用之服务电梯，由迅达制造）：B3-B1、B1M、1、6-9、42、45-71、76-82
- HS2（1部酒店专用之载货电梯，由迅达制造）：B3-B1、B1M、1、6-11、42、45-71、73、76-78
- HS3（1部酒店专用之员工电梯，由迅达制造）：B3-B1、B1M、1、6-9、45-71、76-78
- HS4（1部酒店专用之送餐电梯，由迅达制造）：48-71
- OB1 ~ OB2（2部来往观景台之穿梭电梯，由迅达制造）：B1M、72
- BPE1 ~ BPE2（2部会议设施专用电梯，由通力制造）：G、6-7
- BK1（1部会议设施专用之服务电梯，由通力制造）：6-7
- BS1（1部会议设施专用之载货电梯，由迅达制造）：B3-B1、B1M、6
- RP1 ~ RP2（2部购物中心专用电梯，由通力制造）：G-6
- RPK1 ~ RPK2（2部购物中心专用电梯，由通力制造）：B4-B1、B1M、G-6
- RS1 ~ RS2（2部购物中心专用之服务电梯，由通力制造）：B1、B1M、1-6
- FS2（1部消防及服务电梯，由迅达制造）：B4-B1、B1M、1-11、15-42、45-73、76-78
- FS3（1部贵宾专用电梯，由迅达制造）：B4-B1、B1M、1-11、15-73、76-78、80-83

(不設下列樓層：13/F, 14/F, 24/F, 25/F, 34/F, 44/F, 54/F, 64/F, 74/F)

## 图片集

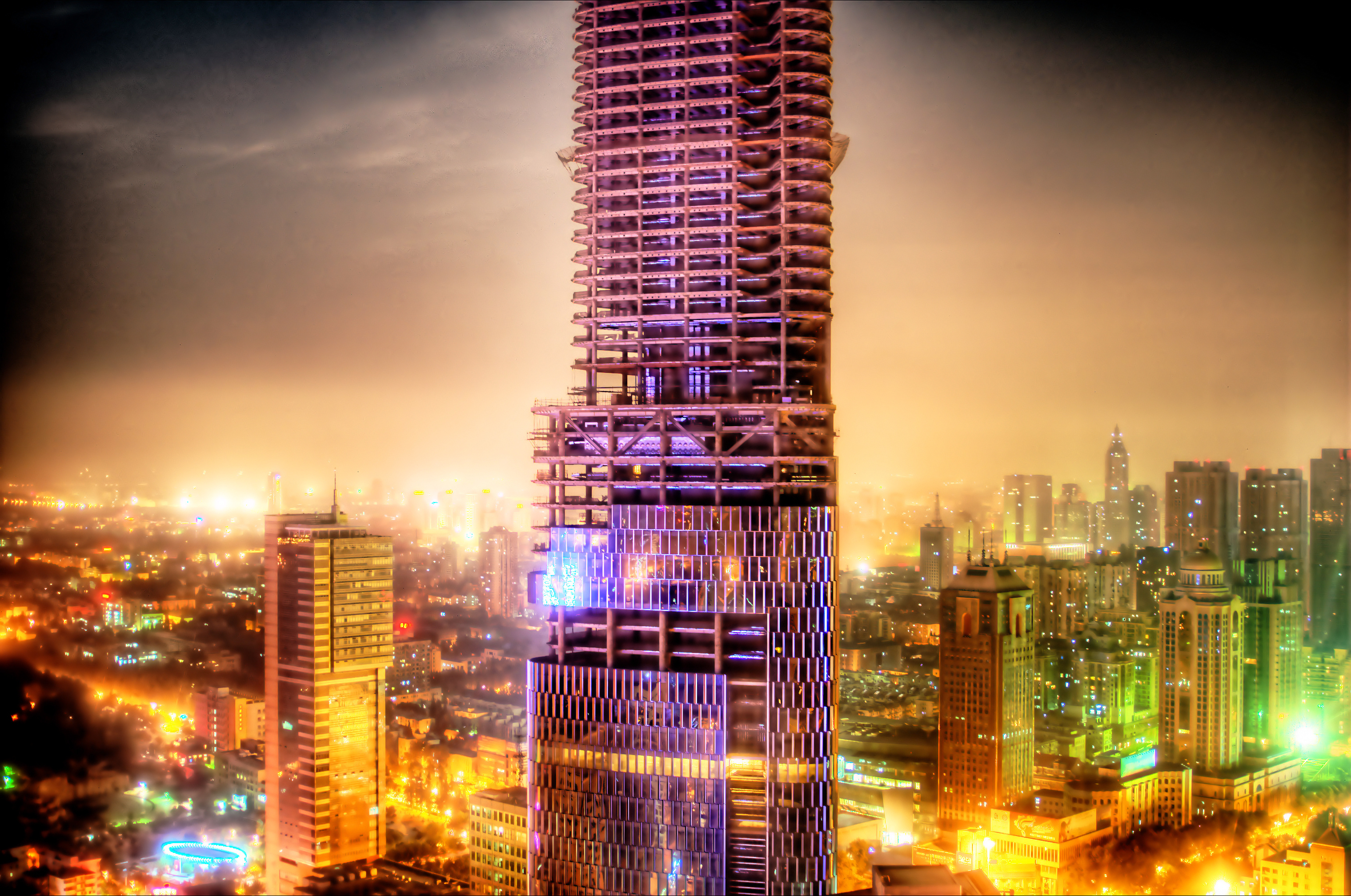
夜景，建造中
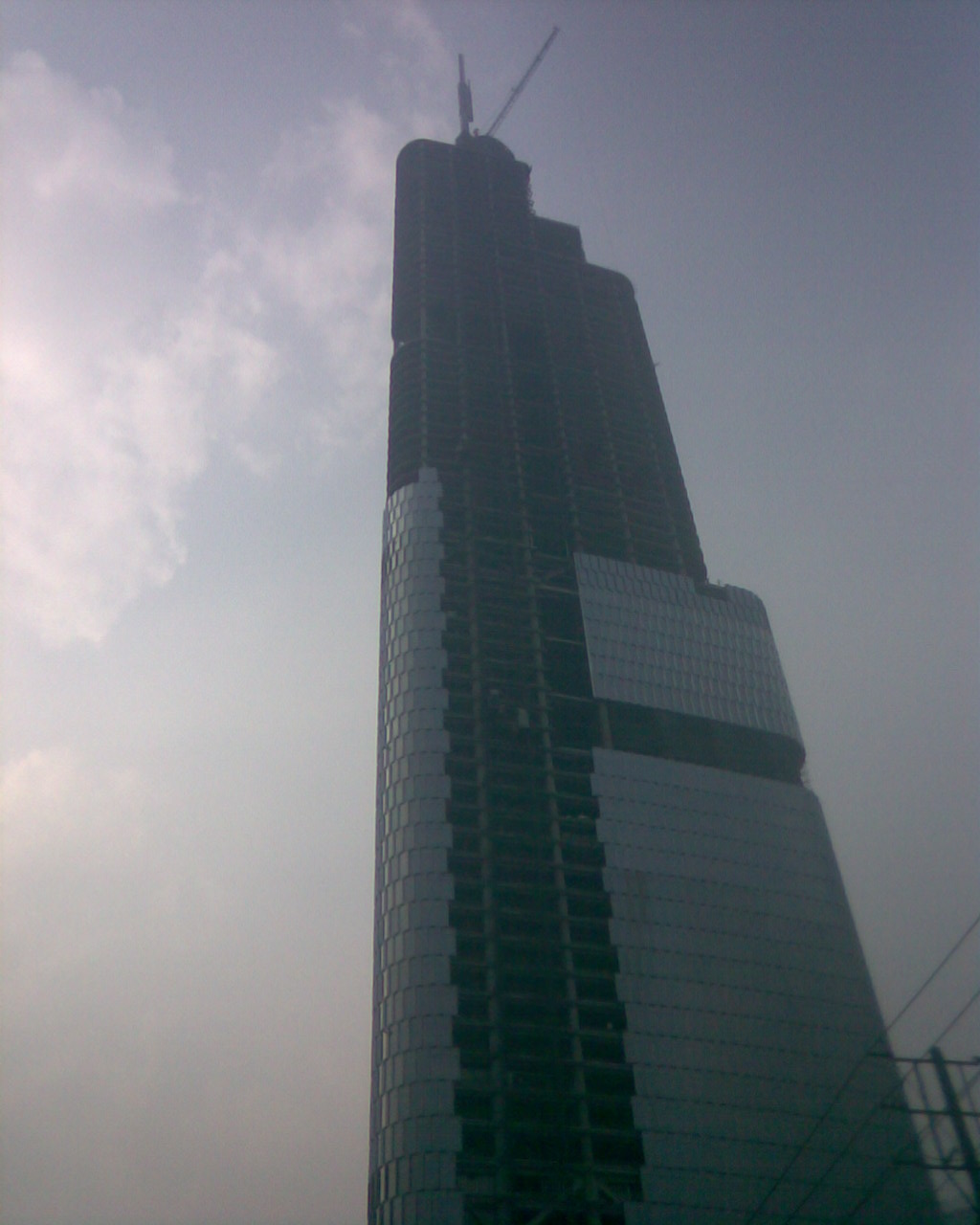
建造中
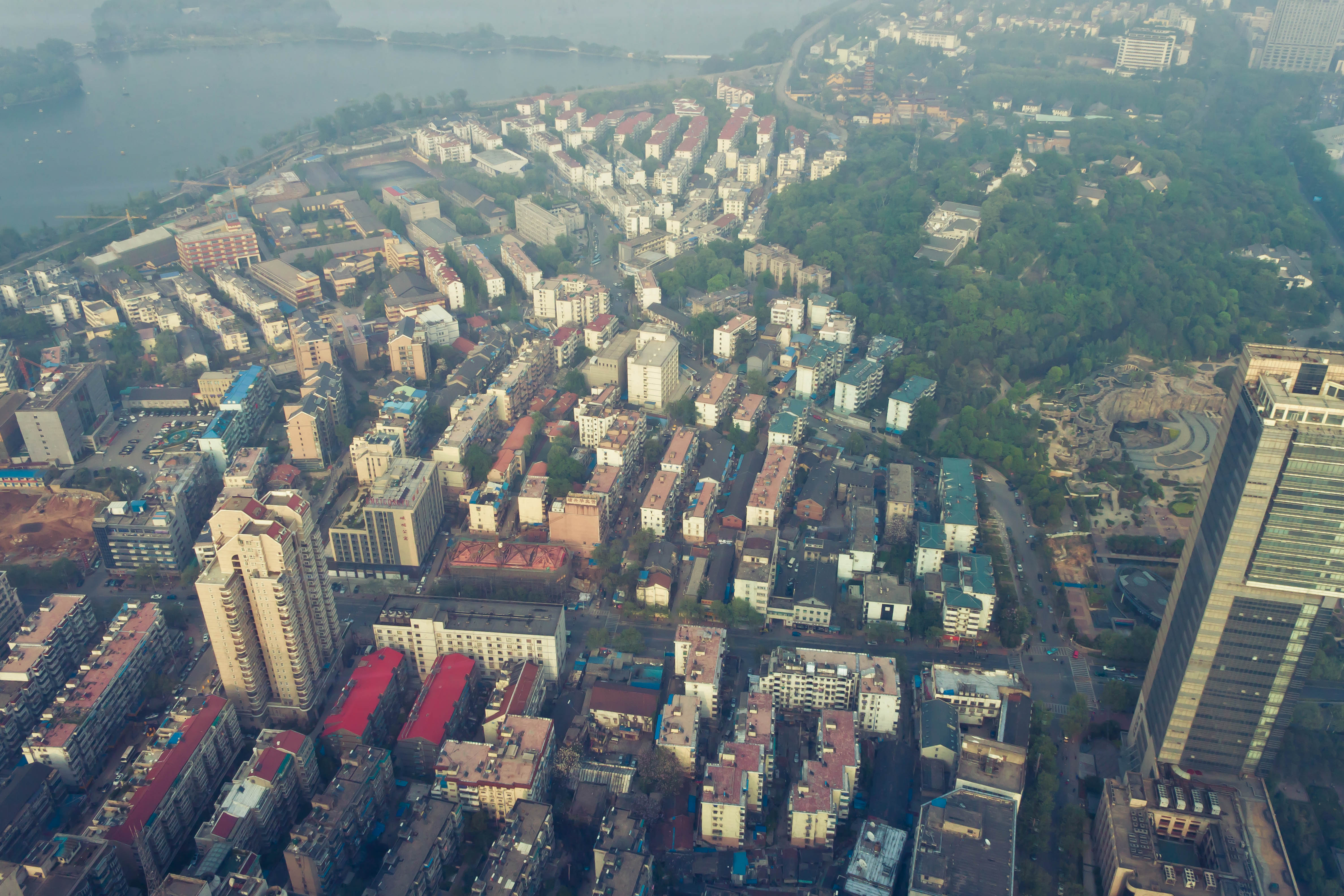
从大厦内部看外面
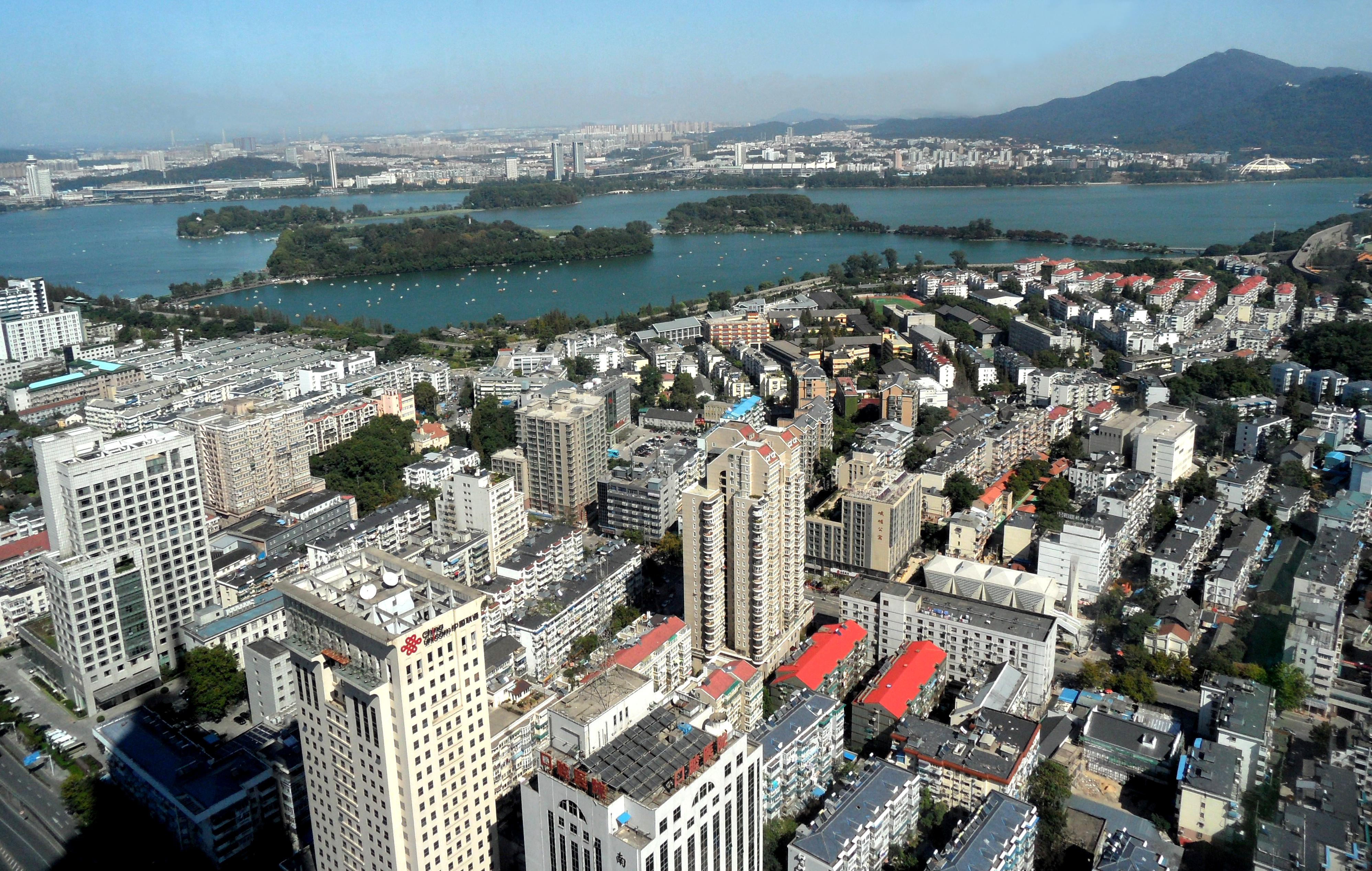
从大厦鸟瞰玄武湖及紫金山
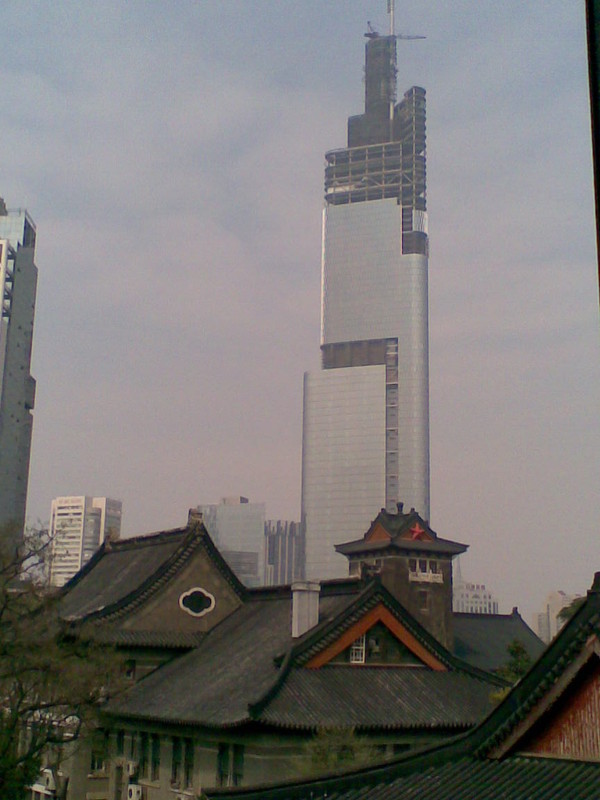
从老城看大厦
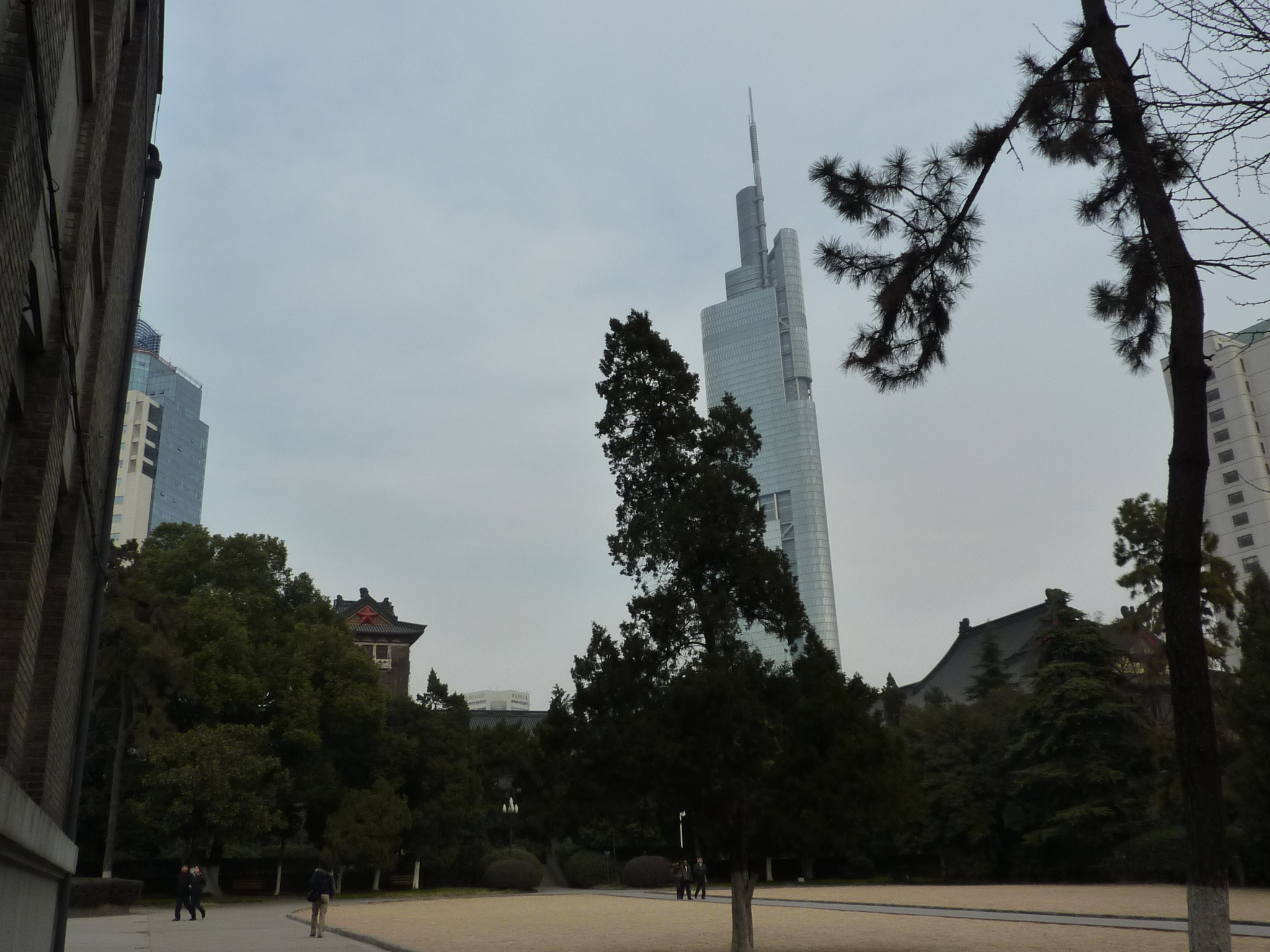
从南京大学看大厦
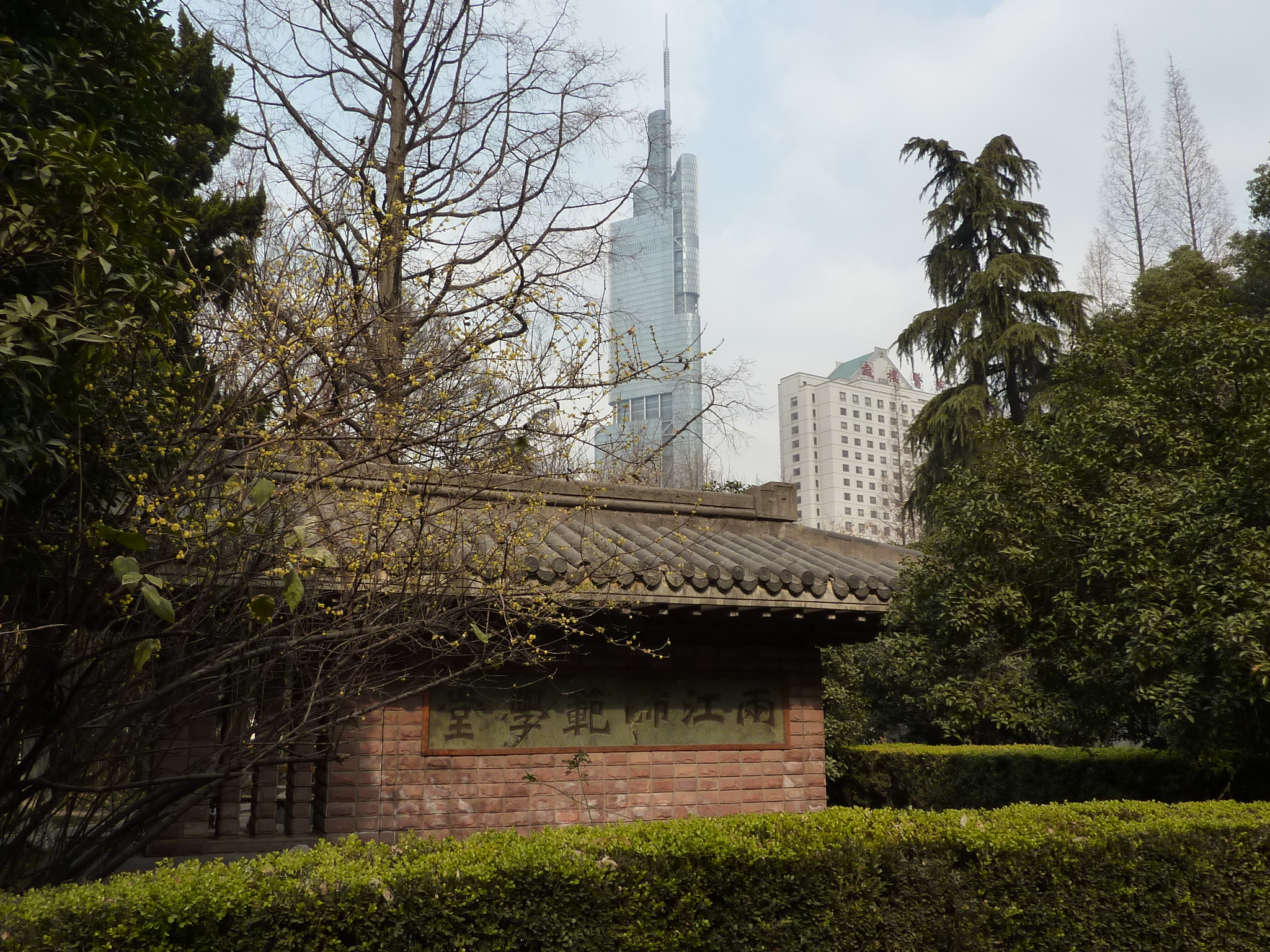
从南京大学看大厦
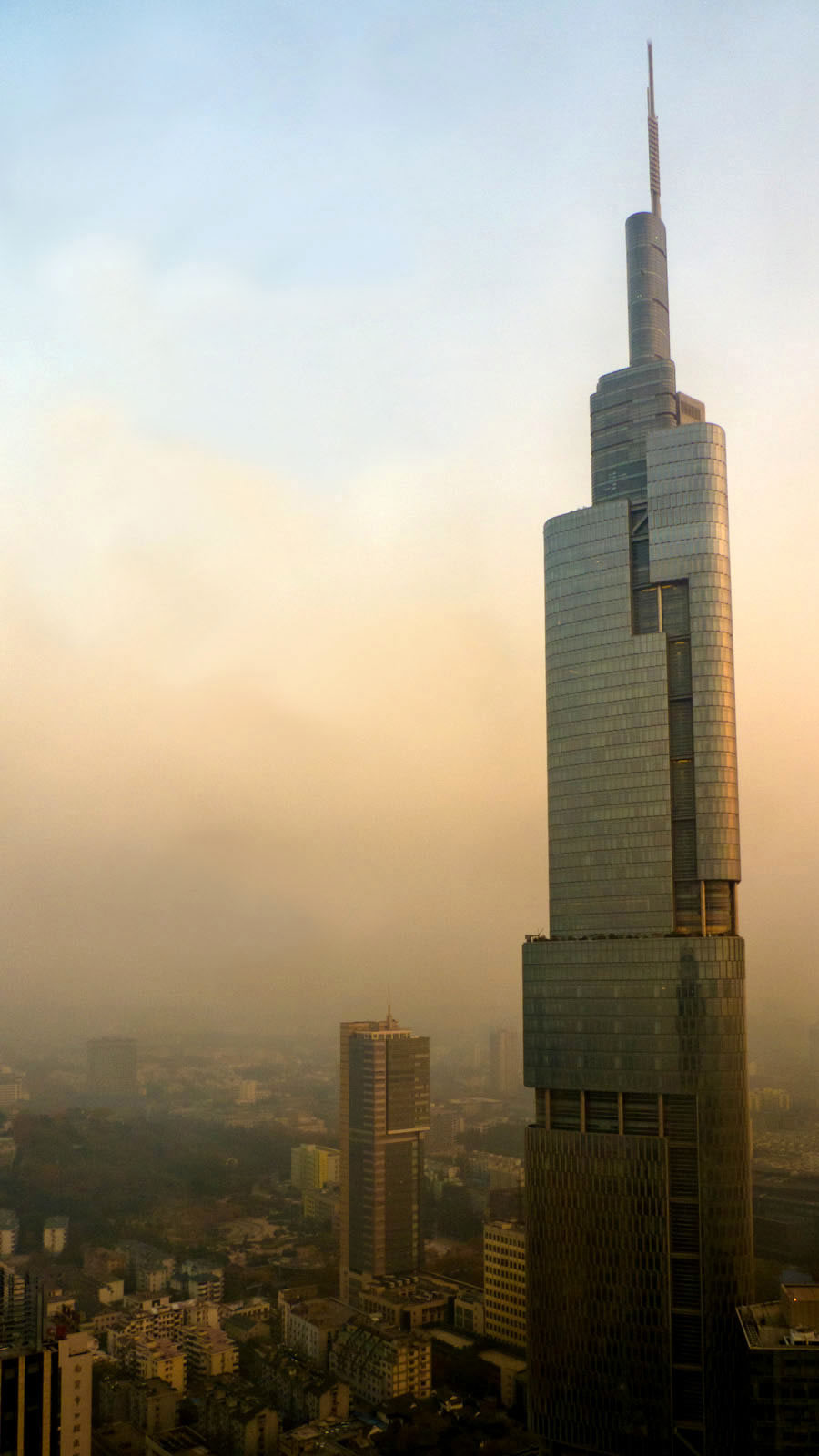
从附近的城市名人酒店看大厦
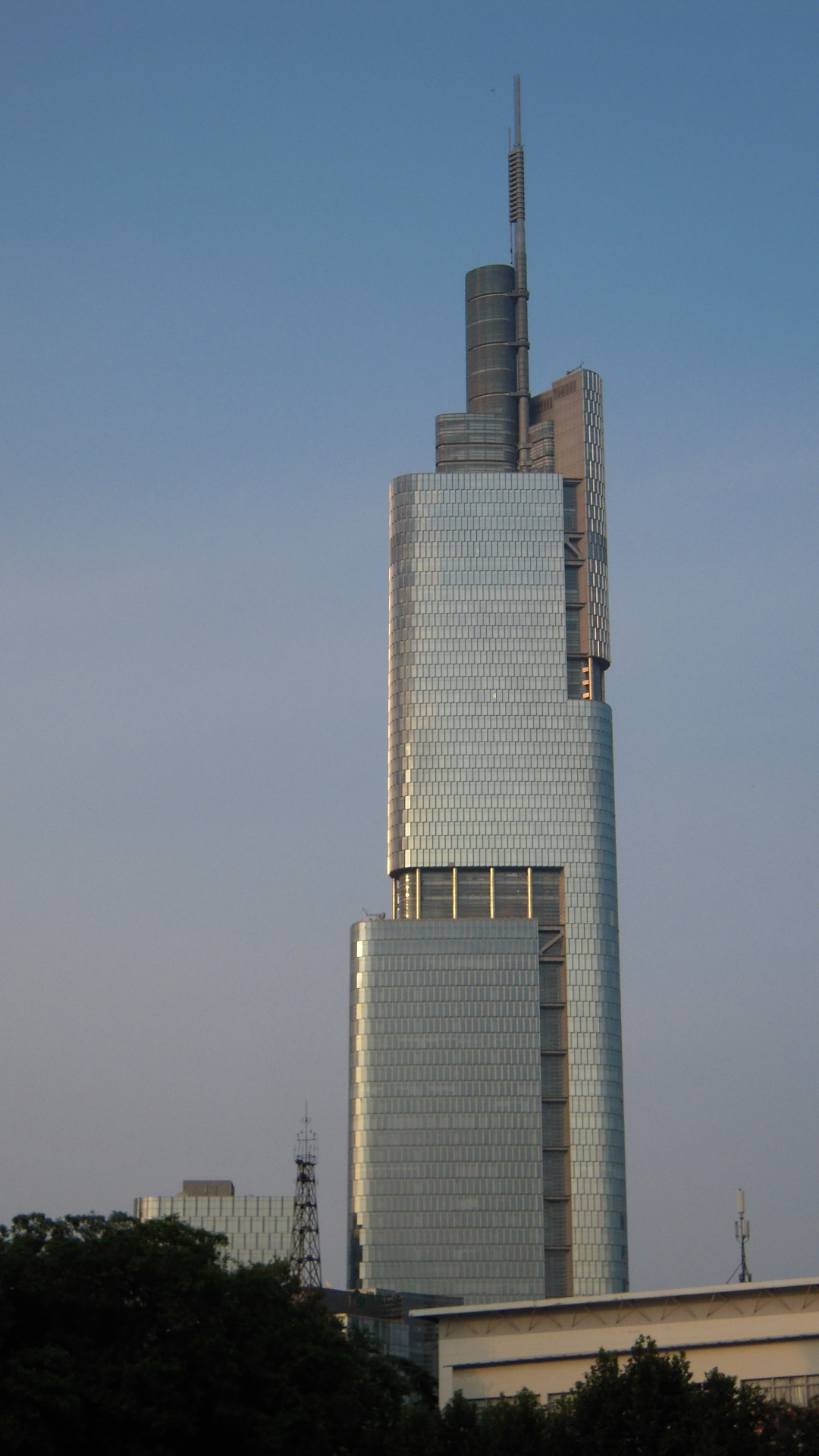
紫峰大厦外景
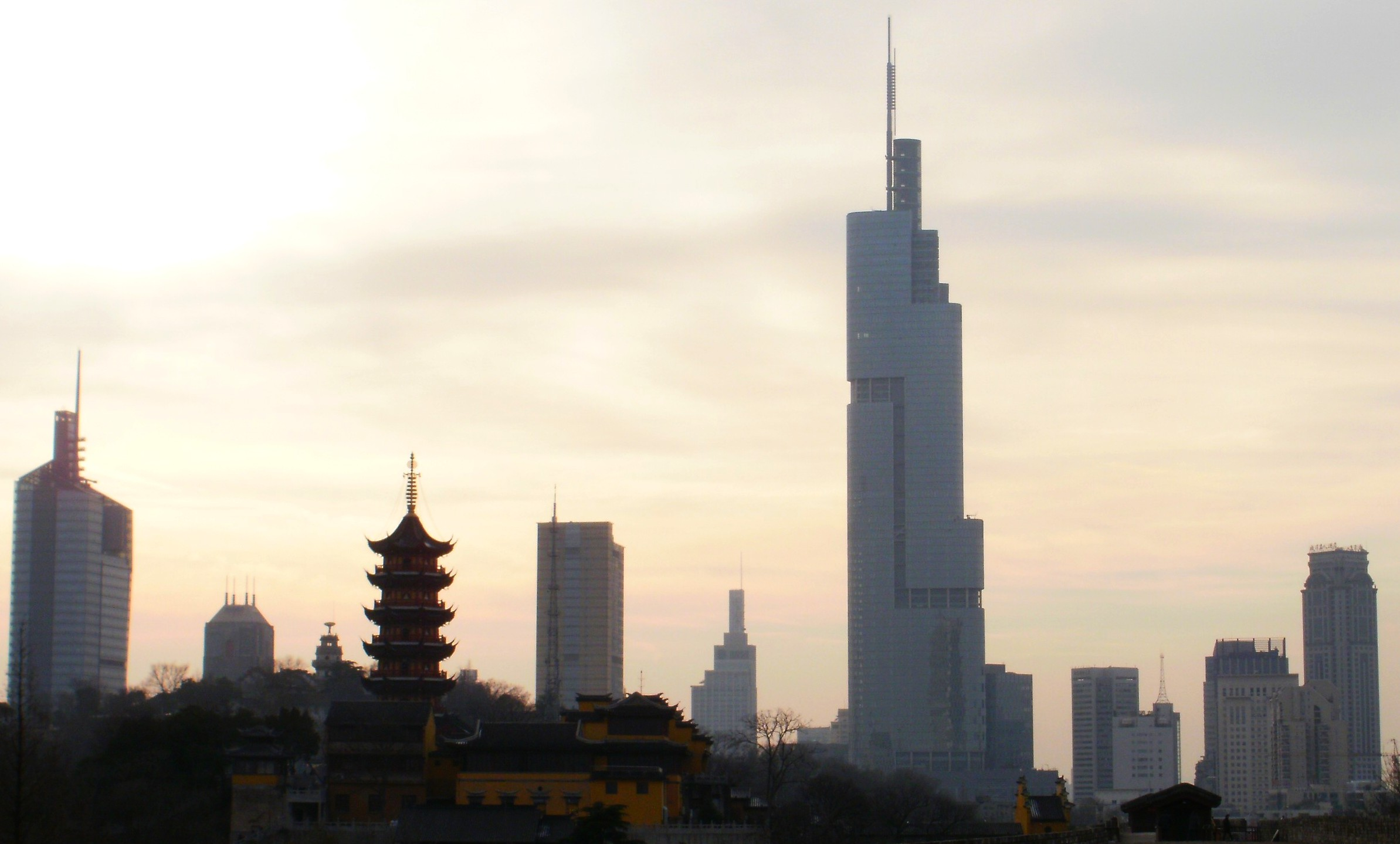
空中轮廓线，包含鸡鸣寺和紫峰大厦
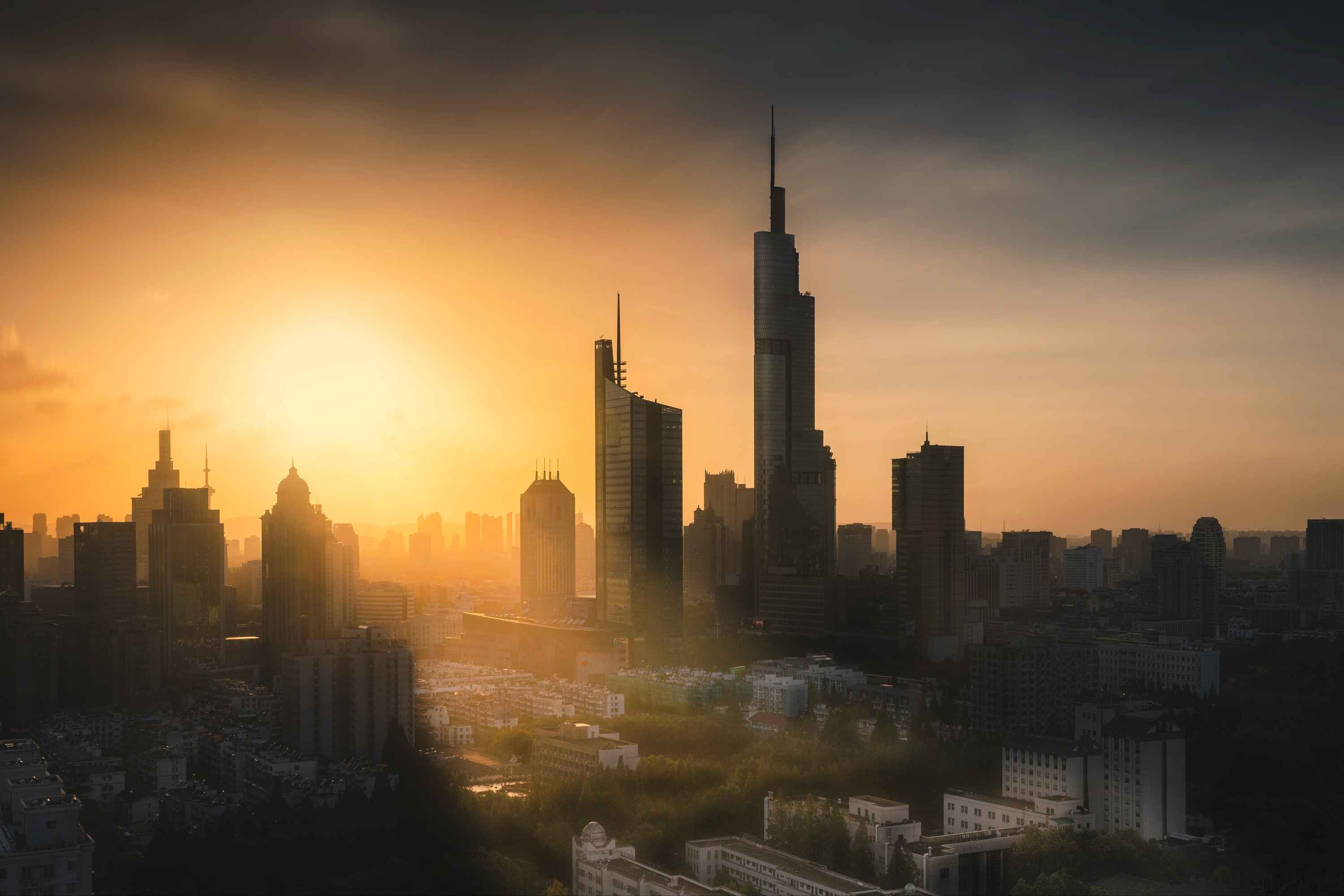
夕阳景观
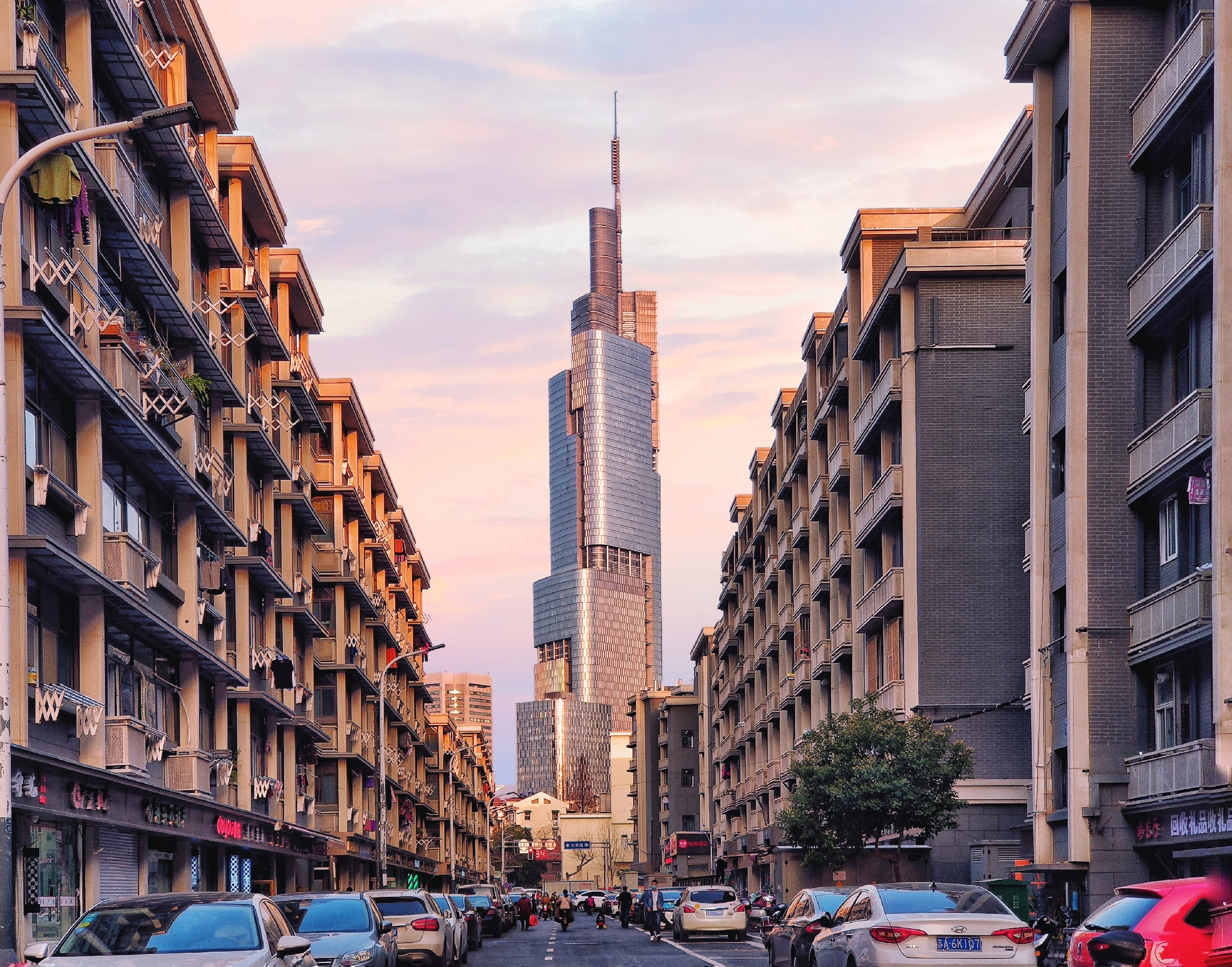
从西桥看大厦